# Archiducatus Austriae Superioris Descriptio facta Anno 1667

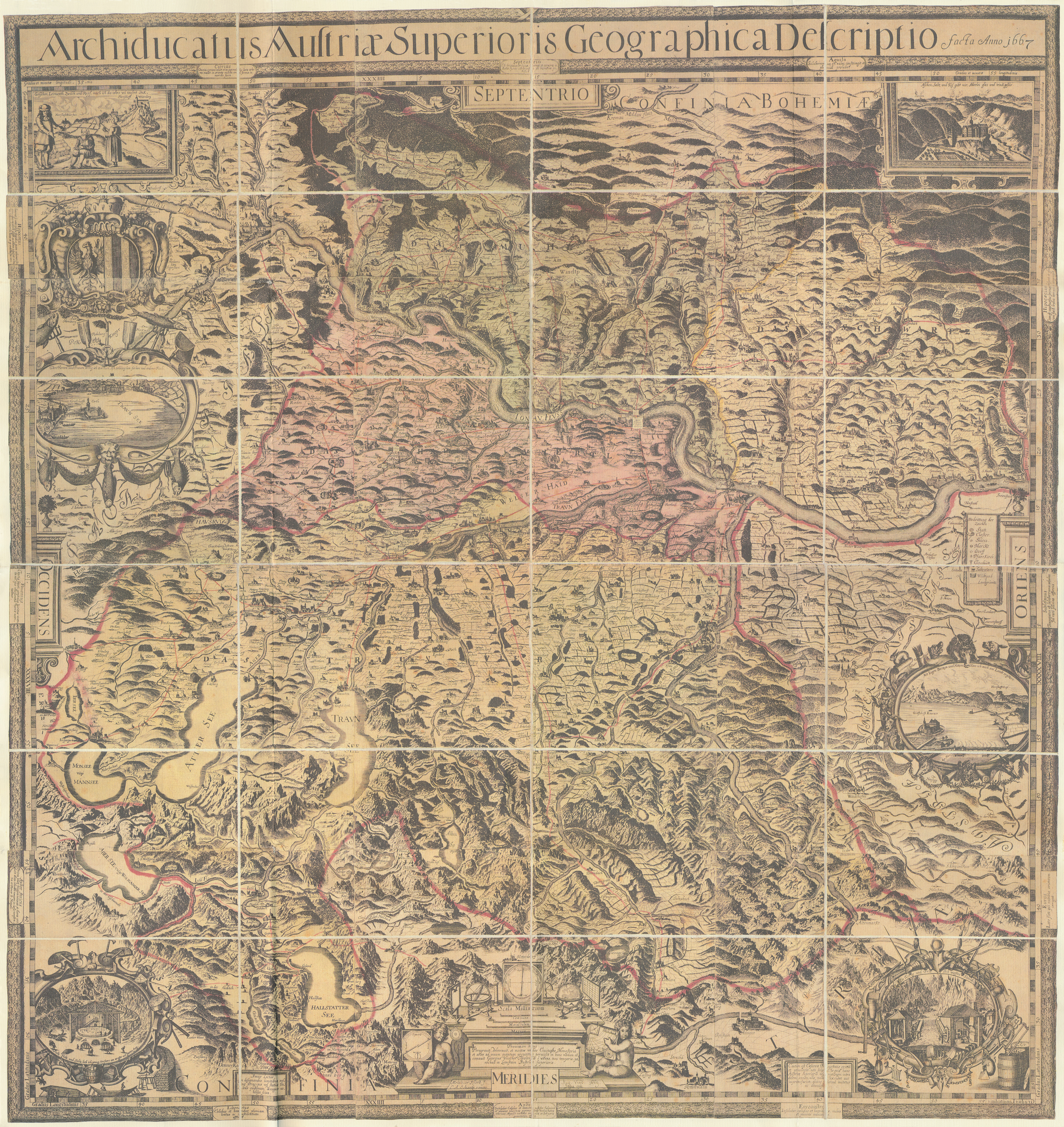
Nachdruck von 2005

Die Archiducatus Austriae Superioris Descriptio facta Anno 1667 ist eine 1669 erschienene Karte des Erzherzogtums Österreich ob der Enns (heute Oberösterreich) von Georg Matthäus Vischer. Sie blieb ein Jahrhundert lang die genaueste und umfassendste Darstellung.
Vischer schloss mit den obderennsischen Ständen im Frühjahr 1667 einen Vertrag über die kartografische Erfassung ab und erhielt in einem Patent die nötige Bewegungsfreiheit zugesichert. Im Sommer desselben Jahres begann er mit der Arbeit im Gelände und konnte schon im Februar 1668 einen fertigen Entwurf vorlegen. Die Karte wurde vom Augsburger Meister Melchior Küssel (* 1626; † um 1683) gestochen und erschien 1669. Da Vischer im Gegensatz zu älteren Kartografen das Land selbst bereiste und keine älteren Karten abzeichnete, fertigte er bei dieser Gelegenheit auch Ansichten (Topographien) obderennsischer Städte und Herrschaftssitze an, die 1674 in seiner Topographia Austriae superioris modernae erschienen.
Vischers Karte blieb bis zum Ende des 18. Jahrhunderts die maßgebliche kartografische Darstellung des Landes, sogar noch im Jahr 1808 erschien eine aktualisierte Auflage mit Einzeichnungen. Das heutige Innviertel kam erst 1779 von Bayern zu Oberösterreich und fehlt deshalb auf Vischers Karte. Stattdessen bildet der östliche Teil des heutigen Mühlviertels das Schwartzviertel.